# Clément Vautel
Clément-Henri Vaulet, írói nevén Clément Vautel (Tournai, 1876. január 31. – Párizs, 1954. december 23.) francia író.

## Munkássága
A társadalom, főleg a párizsi élet félszegségét gúnyolja regényeiben erős realizmussal és gazdag komikummal. Népszerűek kissé felületes, de elmés szatirikus regényei az első világháború utáni erkölcsökről és szociális helyzetről: Mon curé chez les riches, Mon curé chez les pauvres, Madame ne veut pas d’enfant, Je suis un affreux bourgeois. Legismertebb közöttük A plébános úr a gazdagok között című, mely egy derék falusi plébános furcsa kalandjait meséli el egy választás története keretében. Ugyanez a plébános szerepel A plébános úr a szegények közt c. művében. Más regényeiben a párizsi asszonyoknak a gyermekszüléstől való irtózását és a nyárspolgárok furcsaságait gúnyolja ki. Nagy sikert aratott újságcikkeivel is. Magyarul megjelentek: A plébános úr meg az új gazdagok (ford. Harsányi Zsolt), Őnagysága nem akar gyereket. 